# Tradescantia huehueteca
Tradescantia huehueteca är en himmelsblomsväxtart som först beskrevs av Paul Carpenter Standley och Julian Alfred Steyermark, och fick sitt nu gällande namn av David Richard Hunt. Tradescantia huehueteca ingår i släktet båtblommor, och familjen himmelsblomsväxter. Inga underarter finns listade.